# Serafí

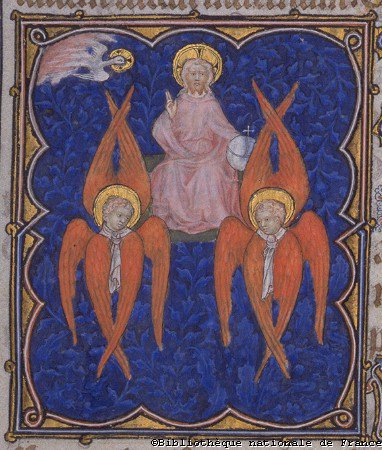
Déu envoltat de serafins a "Les Petites heures de Jean de Berry"

Serafí, segons la teologia catòlica, és un tipus d'"esperit benaventurat" o àngel, el primer dels nou cors. Es caracteritzen per l'ardor amb el qual estimen les coses divines i per elevar a Déu els esperits de menor jerarquia. Són la vibració primordial de l'amor. Pertanyen a l'orde més alt de la jerarquia més elevada. Són els que canten sense parar la música de les esferes i regulen el moviment dels cels. La captació d'energia que posseeixen és molt elevada. Se'ls coneix com "Les flamejants serps voladores del raig","Serp de foc de l'amor" o simplement "Serp ardent". Segons algunes versions, el nom deriva de les paraula "ser" que significa "jo sóc" i l'hebreu "rapha" que significa "sanador". Són els àngels de l'amor, de la llum i del foc, que envolten el tron de Déu i estan en constant alabança. Segons la bíblia, el profeta Isaïes va veure serafins durant una visió. Se'ls associa amb l'ardor i la puresa i dins de la jerarquia celestial ocupen la suprema posició, ja que ells no estan fets a imatge i semblança de Déu, sinó que són part o essència d'ell, com a fills o germans menors de Déu ("Jo Sóc, el que Sóc"). Poden prendre la figura humana, però, així i tot, se'ls identifica amb la serp o el drac daurat que és un ésser fill de la llum. Els gnòstics refereixen que van ser els serafins en la seua forma de dracs daurats els que van destruir Sodoma i Gomorra, bombardejant la ciutat amb boles de foc.

## Iconografia
La iconografia cristiana representa als serafins com a éssers alats com tots els àngels, però amb la peculiaritat de posseir tres parells d'ales. Segons el cristianisme, els serafins són els éssers més bells de l'univers, i per això el seu primer parell d'ales tapa el seu rostre, perquè només Déu té dret a contemplar tanta bellesa. Amb el segon parell d'ales volen i el tercer cobreix els seus peus, perquè simbolitzen així l'eterna humilitat i amor degut només a Déu. En el judaisme, se'ls compara amb serps daurades amb sis ales que tenen el poder de guarir.